# Федерал Хајтс (Колорадо)
Федерал Хајтс (енгл. Federal Heights) град је у америчкој савезној држави Колорадо.

## Демографија
По попису из 2010. године број становника је 11.467, што је 598 (-5,0%) становника мање него 2000. године.
| Група             | 2000.         | 2010.         |
| Белци             | 8.114 (67,3%) | 5.123 (44,7%) |
| Афроамериканци    | 176 (1,5%)    | 144 (1,3%)    |
| Азијати           | 735 (6,1%)    | 525 (4,6%)    |
| Хиспаноамериканци | 2.729 (22,6%) | 5.459 (47,6%) |
| Укупно            | 12.065        | 11.467        |